# هابنیمه
هابنیمه (به لاتین: Haabneeme) یک منطقهٔ مسکونی در استونی است که در دهستان ویمسی واقع شده‌است. هابنیمه ۵٬۶۳۴ نفر جمعیت دارد.